# Cystopteris perriniana
Cystopteris perriniana là một loài dương xỉ trong họ Cystopteridaceae. Loài này được Link mô tả khoa học đầu tiên năm 1833.
Danh pháp khoa học của loài này chưa được làm sáng tỏ. 